# Белвуд (Кентаки)
Белвуд (енгл. Bellewood) град је у америчкој савезној држави Кентаки.

## Демографија
По попису из 2010. године број становника је 321, што је 21 (7,0%) становника више него 2000. године.
| Група             | 2000.       | 2010.       |
| Белци             | 296 (98,7%) | 307 (95,6%) |
| Афроамериканци    | 0 (0,0%)    | 8 (2,5%)    |
| Азијати           | 1 (0,3%)    | 1 (0,3%)    |
| Хиспаноамериканци | 0 (0,0%)    | 2 (0,6%)    |
| Укупно            | 300         | 321         |